# فييرا آسيا
فييرا آسيا هي ممثلة كندية، ولدت في 18 مايو 1982 بتورونتو في كندا.

## وصلات خارجية
- فييرا آسيا على موقع IMDb (الإنجليزية)
- فييرا آسيا على موقع ألو سيني (الفرنسية)
- فييرا آسيا على موقع أول موفي (الإنجليزية)
- فييرا آسيا على موقع قاعدة بيانات الأفلام السويدية (السويدية)
- فييرا آسيا على موقع قاعدة بيانات الفيلم (الإنجليزية)
- فييرا آسيا على موقع كينوبويسك (الروسية)